# Copa de San Cristóbal y Nieves
La Copa Nacional de San Cristóbal y Nieves es el torneo de copa de fútbol a nivel de clubes más importante de San Cristóbal y Nieves y es organizado por la Asociación de Fútbol de San Cristóbal y Nieves.
Fue creada en el año 2001 y participan los equipos de las islas de San Cristóbal y Nieves. Se juega a eliminación directa. Actualmente la disputan equipos de la SKNFA Premier League (primera división) y la SKNFA Division 1 (segunda división).

## Lista de campeones
| 2001/02 | Cayon Rockets (Cayon)              |                  |                                    |             |             |             |             |
| 2002/03 | Village Superstars FC (Basseterre) | 1-0              | Newtown United (Basseterre)        |             |             |             |             |
| 2003/04 | Village Superstars FC (Basseterre) | 3-1              | Cayon Rockets (Cayon)              |             |             |             |             |
| 2004/05 | Desconocido                        | Desconocido      | Desconocido                        | Desconocido |             |             |             |
| 2005/06 | Desconocido                        | Desconocido      | Desconocido                        | Desconocido | Desconocido |             |             |
| 2006/07 | Newtown United (Basseterre)        | Acreditada sobre | Village Superstars FC (Basseterre) |             |             |             |             |
| 2007/08 | Desconocido                        | Desconocido      | Desconocido                        | Desconocido | Desconocido | Desconocido |             |
| 2008/09 | Desconocido                        | Desconocido      | Desconocido                        | Desconocido | Desconocido | Desconocido | Desconocido |
| 2009/10 | Newtown United (Basseterre)        | 2-0              | St. Paul's United (Basseterre)     |             |             |             |             |
| 2010/11 | Village Superstars FC (Basseterre) | 4-3              | Mantab United                      |             |             |             |             |
| 2011/12 | St. Paul's United (Basseterre)     | 2-1              | Newtown United FC (Basseterre)     |             |             |             |             |
| 2012/13 | Conaree FC                         | 1-1 (5-4 pen.)   | Newtown United (Basseterre)        |             |             |             |             |
| 2013/14 | Newtown United (Basseterre)        | 1-0              | Garden Hotspurs FC                 |             |             |             |             |
| 2014/15 | Conaree FC                         | 2-2 (6-5 pen.)   | Cayon Rockets (Cayon)              |             |             |             |             |
| 2015/16 | Garden Hotspurs FC (Basseterre)    | 2-1              | Conaree FC                         |             |             |             |             |
| 2016/17 | Village Superstars FC (Basseterre) | 1-0              | Newtown United (Basseterre)        |             |             |             |             |
| 2017/18 | Cayon Rockets (Cayon)              | 1-1 (4-2 pen.)   | Conaree FC                         |             |             |             |             |
| 2019    | Newtown United FC                  | 2-1              | Village Superstars                 |             |             |             |             |
| 2020    | St Paul's United                   | 2-0              | St Peters                          |             |             |             |             |
| 2021/22 | St Paul's United                   | 2-0              | St Peters                          |             |             |             |             |
| 2023    | St Paul's United                   | 3-2              | Village Superstars                 |             |             |             |             |
| 2024    | United Old Road Jets               | 2-0              | St Paul's United                   |             |             |             |             |

## Títulos por equipo
| Club                 | Títulos |
| -------------------- | ------- |
| Newtown United       | 4       |
| Village Superstars   | 4       |
| St. Paul's United    | 4       |
| Cayon Rockets        | 2       |
| Conaree FC           | 2       |
| Garden Hotspurs FC   | 1       |
| United Old Road Jets | 1       |